# Kriegsdenkmal (Blairgowrie)

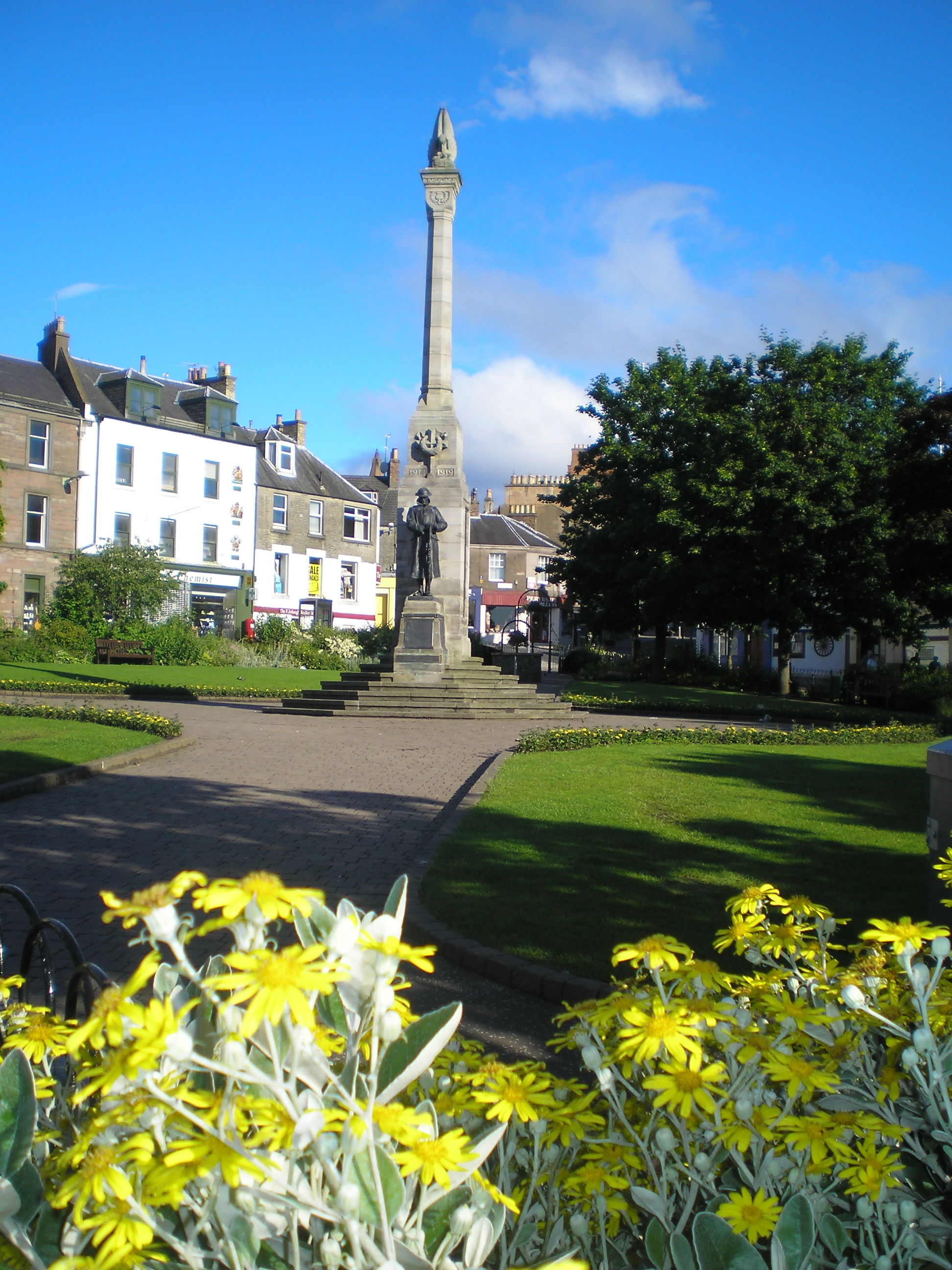
Kriegsdenkmal von Blairgowrie

Das Kriegsdenkmal von Blairgowrie ist ein Kriegsdenkmal in der schottischen Ortschaft Blairgowrie and Rattray in der Council Area Perth and Kinross. 1981 wurde das Bauwerk in die schottischen Denkmallisten in der höchsten Denkmalkategorie A aufgenommen.

## Beschreibung
Das Denkmal wurde im Jahre 1920 nach einem Entwurf des schottischen Architekten Reginald Fairlie errichtet. Für die skulpturale Ausgestaltung zeichnet A. Carrick verantwortlich. Es gedenkt der Gefallenen des Ersten Weltkriegs.
Es steht in einer kleinen Grünanlage namens Wellmeadow nahe dem rechten Ufer des Ericht. An der Anlage vorbei führt die A93, die nahe dem Standort über eine Brücke den Ericht quert. An der Südseite der annähernd dreieckigen Grünanlage befindet sich der äußerst elaboriert ausgestaltete Sockel eines weiteren Monuments. Er trägt die Inschrift: „In memory of Allan Macpherson of Blairgowrie who entered into rest 6th November, 1891 aged 75“.
Die Basis bilden sieben gestufte oktogonale Platten. Auf diesen ruht ein hohes Postament mit quadratischem Grundriss. An drei Seiten des Postaments sind Bronzetafeln eingelegt, welche Namen listen. Der zweite, sich verjüngende Abschnitt des Postaments zeigt die Inschrift „1914 – 1919“ und ein Kreuz mit Kranz an der Südostseite. Darauf ragt ein hoher oktogonaler Schaft auf, der mit Distel und Regimentsabzeichen ausgestaltet ist. Auf dem Schaft ruht die Skulptur eines Pelikans mit erhobenen Flügeln.
An der Südostseite wurde ein kleines Postament hinzugefügt, das den Gefallenen des Zweiten Weltkriegs gedenkt. Darauf steht die Bronzestatue eines trauernden Soldaten. An der Basis wurde eine Inschrift hinzugefügt, welche auf die Gefallenen des Koreakriegs hinweist.